# فريق طيار
فريق طيار هو من فئة ثلاث نجوم التي نشأت واستمر استخدامها من قبل سلاح الجو الملكي البريطاني. كما تستخدم هذه الرتبة من قبل القوات الجوية في العديد من البلدان التي لديها النفوذ البريطاني التاريخي.

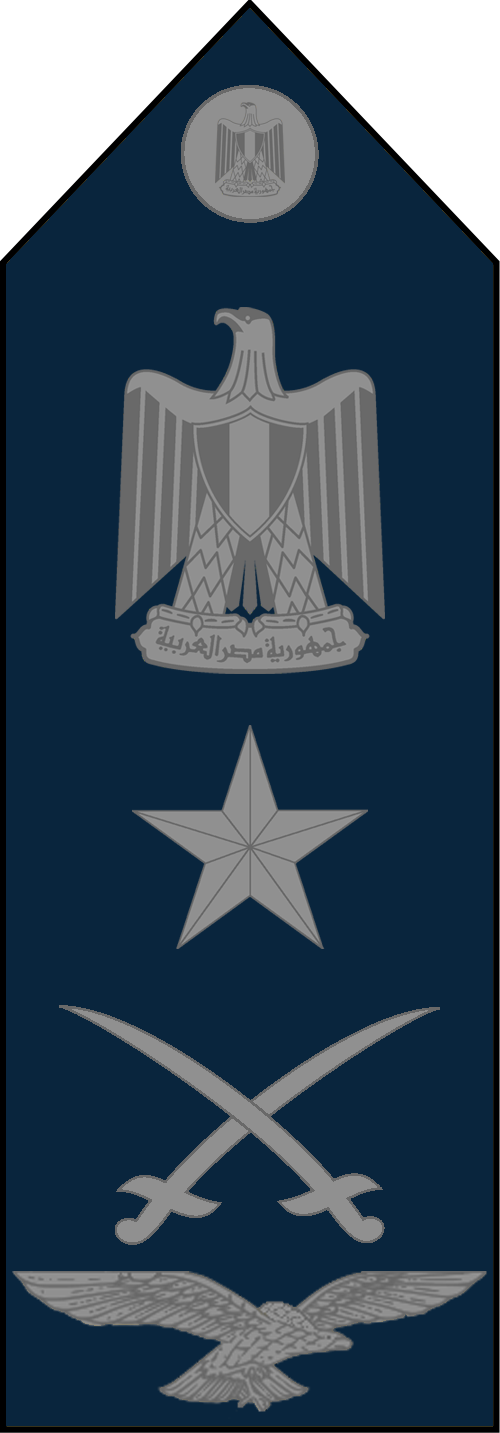
رتبة فريق طيار في الجيش المصري

الضباط في رتبة فريق طيار يحصل عادة على المناصب العليا جدا مثل رئيس الأركان والقائد الأعلى في وجود قوة جوية أو تشكيل قوة جوية كبيرة. وفريق طيار هو رتبة من فئة ثلاث نجوم في المملكة المتحدة، وهو ما يعادل منصب نائب أميرال في البحرية الملكية أو لواء جنرال في الجيش البريطاني أو قوات مشاة البحرية الملكية. وتزيد نجمة رابعة للفريق أول طيار. بينما يختلف عنها في باقي الدول مثل مصر حيث يعلق عقاب ذهبي ونجمة واحدة وسيفين.